# Historia económica de México
La historia económica de México estuvo atravesada por diferentes etapas que oscilaron entre el [nacionalismo económico  y el liberalismo.
La llegada de los españoles a México supuso un cambio drástico en la vida económica de esta área. Tras un periodo de guerras y epidemias, se activaron nuevos elementos que alteraron la estructura económica, consecuencia de que se adaptaron nuevos cultivos, se inició la actividad ganadera y se introdujeron nuevas tecnologías procedentes de Europa. La nueva economía tuvo su fundamento en la minería y las subsiguientes exportaciones de minerales a Europa, que ha sido definida como una combinación de una economía mercantilista -que se originó a partir de la inserción de la zona en redes de relaciones globales- con una economía de autoconsumo y de trueque. Durante el periodo borbónico se vivió un cierto estancamiento económico y la guerra de independencia agravó los problemas económicos, destruyendo parte de la economía colonial mientras que la producción minera y ganadera quedó paralizada. Se produjo una fuerte fuga de capitales al exterior y se redujeron las exportaciones.
En los inicios del siglo XX, los países latinoamericanos se esforzaban por consolidar un nuevo capitalismo en el contexto de la crisis del mercado mundial. En el periodo de 1932-1982, se llevaron a cabo una serie de reformas liberales que trajeron mayor prosperidad que fue acompañado de un crecimiento de la inversión extranjera. El producto interno bruto per cápita se colocó a la par del de Argentina y Uruguay.  Sin embargo el mayor bienestar alcanzó a muy pocos, constituyendo la base de la Revolución mexicana, el conflicto armado que transformó la estructura política, económica, social y cultural del país durante el siglo XX.
Entre 1932 y 1982 la economía mexicana entra en un período denominado de "desarrollo estabilizador" donde se sigue un modelo de industrialización por sustitución de importaciones (ISI), reforma agraria y nacionalización de las industrias petrolera y ferroviaria. En la década de 1970 la economía se comenzó a desacelerar por lo que el gobierno decidió aumentar el gasto público lo que elevó el déficit. En 1982 se produce la "crisis de la deuda" por la cual se suspendieron  los pagos de la deuda externa, devaluó el peso mexicano y nacionalizó el sistema bancario. 
A partir de 1986, se liberaliza la economía, eliminando restricciones al comercio, desregulando la industria, privatizando empresas estatales y reformando el sector financiero. En 1994 entró en vigor el Tratado de Libre Comercio de América del Norte entre Estados Unidos, Canadá y México.

## El Virreinato

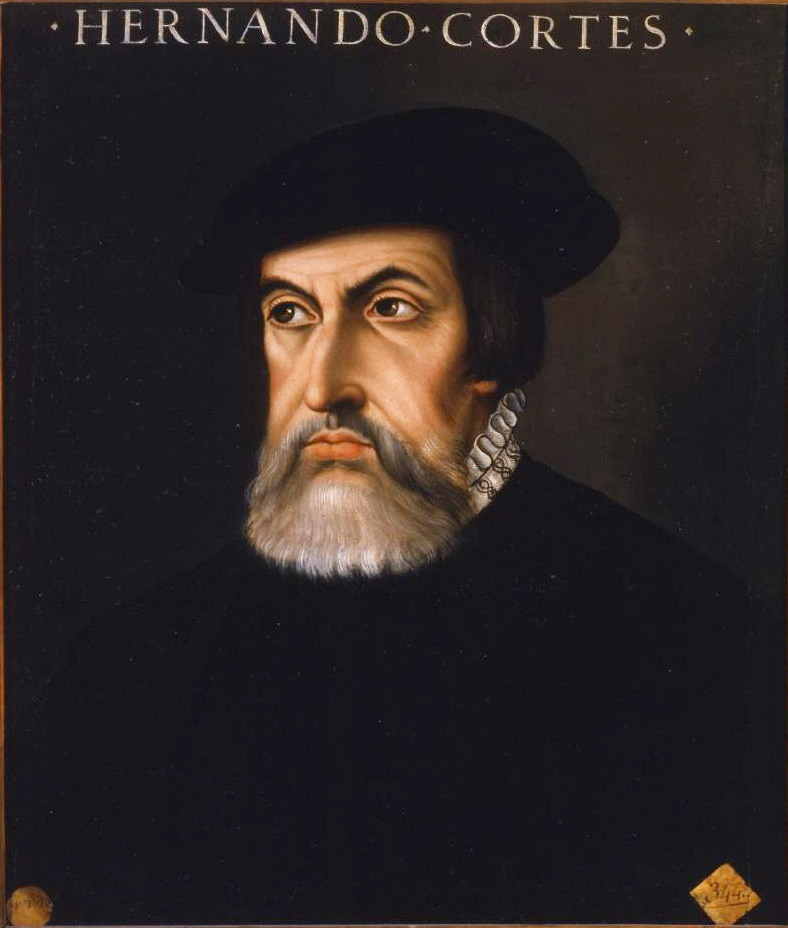
Hernán Cortés Monroy Pizarro Altamirano (Medellín (Badajoz), 1485 – Castilleja de la Cuesta (Sevilla), 2 de diciembre de 1547), Conquistador español del Imperio azteca (hoy el centro de México). I marqués del Valle de Oaxaca, gobernador y capitán general de la Nueva España.

La primera expedición al territorio del actual México se inició en 1517 y en 1535, se estableció el virreinato de Nueva España. Desde un punto de vista económico la llegada de los españoles supuso un trauma que trajo epidemias, guerras, nuevas tecnologías, nuevos cultivos y la ganadería. Los rasgos distintivos de la economía novohispana se basaron en el auge minero y las exportaciones de metales preciosos a Europa que trajo el crecimiento económico. La actividad exportadora impulsó el desarrollo de las ciudades, la monetarización parcial de la economía y el desarrollo de un mercado interno, lo que contradice la noción de una economía fundamentalmente agraria y de subsistencia durante esos años.
El comercio marítimo del virreinato se encontraba monopolizado y se realizaba a través de dos puertos, Veracruz en el golfo de México, y Acapulco en el Pacífico, a éste llegaba la Nao de China, una nave que transportaba productos de las islas Filipinas a Nueva España y de ahí hasta Sevilla, en España. El comercio coadyuvó al florecimiento de estos puertos, de la Ciudad de México y de las regiones intermedias entre ambos. Hay que señalar que hasta finales del siglo XVIII, con la introducción de las reformas borbónicas, el comercio entre los virreinatos no estaba permitido.
Las principales actividades económicas del virreinato fueron la minería, la agricultura (maíz, cacao y otros productos originarios de la antigua Mesoamérica), la ganadería (introducida por los europeos, quienes trajeron la mayor parte de los animales criados) y el comercio (limitado únicamente a las posesiones españolas). Otro elemento importante en el desarrollo de la Nueva España fue el papel jugado por la Iglesia católica, que logró un gran poder al adquirir grandes propiedades y monopolizar la educación, los servicios de salud y otras áreas de la administración pública.

### Minería en Nueva España
El descubrimiento de yacimientos de distintos minerales en el centro y norte del territorio, desde Sonora hasta el sur de la provincia de México, permitió que gradualmente Nueva España ocupara un lugar de privilegio, especialmente en la extracción de plata. El desarrollo de la minería conllevó el progreso de actividades complementarias, que convirtieron a las regiones del Bajío o los valles de México y Puebla en prósperas regiones agrícolas y de actividad industrial incipiente. Durante el siglo XVI, alrededor del 75% de la producción de metales preciosos se exportaba hacia Europa. Estos recursos constituyeron una de las principales fuentes de riqueza para la corona, que se utilizaron en Europa para financiar gastos de Estado, costes de guerras o para acuñar moneda circulante.
La minería novohispana se enfrentó varios problemas, como:
- Escasa mano de obra al verse reducida la población indígena (principal trabajadora de las minas), durante las epidemias del siglo XVI. Este inconveniente fue solucionado con la importación de esclavos negros.
- La necesidad de mercurio, elemento escaso y caro que al principio se importaba desde Europa y que luego también se traía de la mina de Huancavelica (1563), en Perú.
- La dureza del trabajo en las minas provocaba enfermedades como artritis reumatoide en los mineros, lo que muchas veces ocasionó su muerte o cese en el trabajo. Los estímulos brindados solían ser paupérrimos y los trabajadores muchas veces ocasionaron revueltas en contra de los patrones.[5]

El máximo auge de la minería se alcanzó durante el siglo XVII. Según las leyes vigentes, los particulares podían poseer terrenos pero todas las riquezas del subsuelo eran propiedad de la Corona. En la mayoría de los casos, cualquier español o indio podía explotar una mina, con el pago del 20%, el llamado «quinto real», cantidad que pronto se redujo hasta el 10%, fuera a las arcas reales. La participación directa de la Corona en las explotaciones no fue habitual excepto en el caso de la minería de mercurio, un elemento esencial para la extracción de plata, que de esta forma permitía al Estado controlar que las minas de plata pagaran la cuota que correspondía a la Hacienda Real.

#### Efectos de la actividad minera

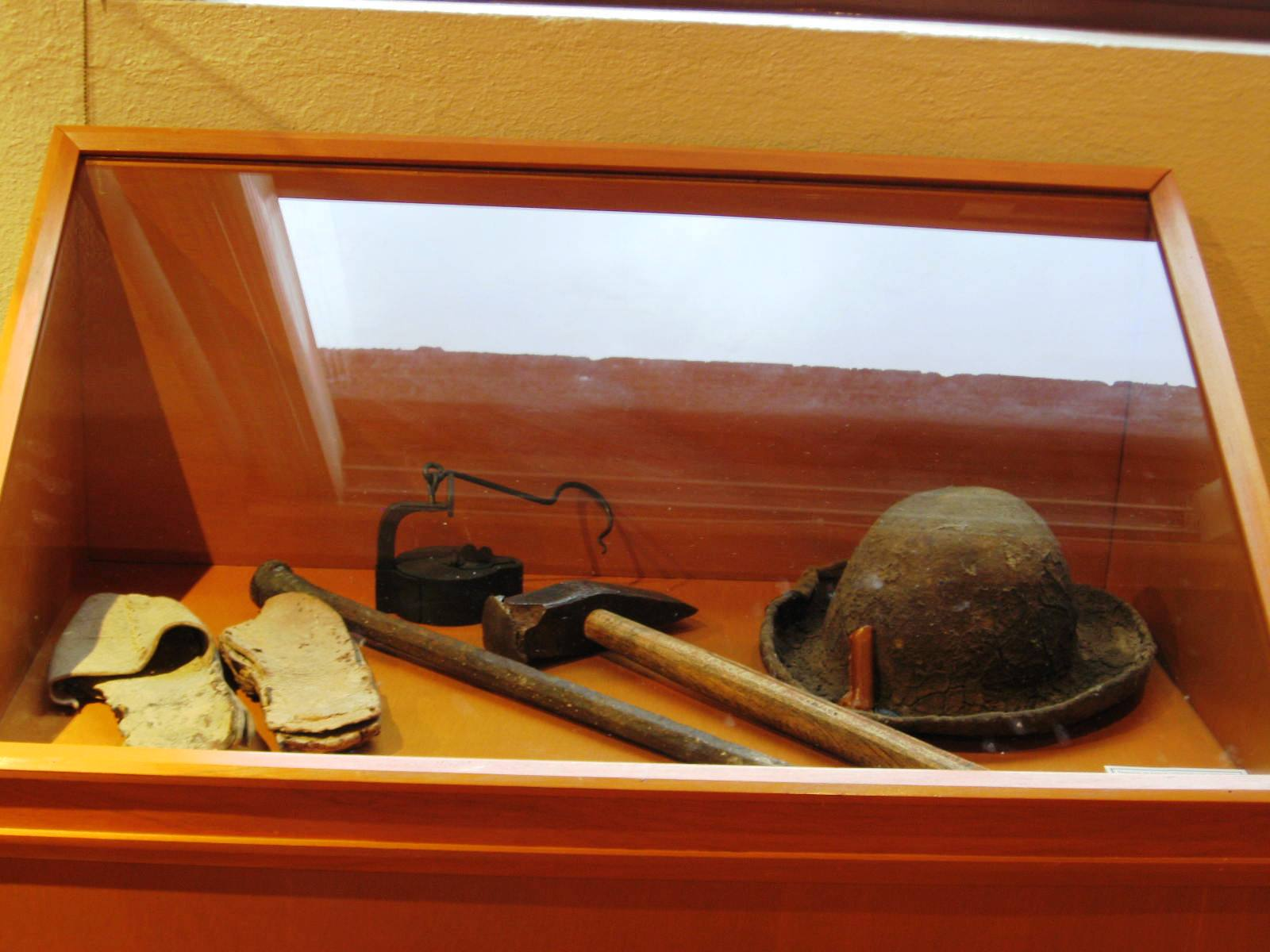
Equipo de minería de época colonial. Archivo Histórico y Museo de Minería de Pachuca.

La minería, como actividad económica principal, generó un contexto nuevo en el virreinato. El oro y la plata se consolidaron como productos de exportación, sirvió de enlace entre España y su colonia, además de unir la economía mundial con la del incipiente virreinato.
El comercio, la agricultura y la ganadería se vieron consolidados y fortalecidos, así como otras áreas como manufacturas y artesanías. Además, el oro impidió durante mucho tiempo la devaluación de la moneda al brindar un medio estable de canje. Una de las consecuencias de la actividad minera fue la exploración de la zona norte del país que había quedado abandonada desde la caída chichimeca, pero el descubrimiento de minas llevó a los ganaderos a establecerse en las vastas praderas del norte, convirtiendo aquellas zonas inhóspitas, estériles y desoladas en zonas de producción, como Monterrey, capital del Nuevo Reino de León. Así, la minería fue consolidando su posición como la actividad económica más redituable en el virreinato, pero cayó a mediados del siglo XIX, al surgir la industria, caer las minas a causa de las guerras, y devaluarse la moneda de oro en 1882.

### Comercio
La economía de la América colonial se estructuró en función de las necesidades del mercado europeo, al servicio de la Corona Española. En su fase inicial, el comercio entre México y España se limitó bastante a los metales preciosos, ya que los costes y tecnología del transporte hacían inviable otro comercio a lo que hay que añadir la falta de demanda en Europa de los productos americanos, por ser desconocidos en un principio o por su precio. Posteriormente los territorios americanos enviaron a Europa oro, plata, cobre, diamantes, alimentos como el azúcar, el cacao y tabaco, pieles de vaca y materias tintóreas y recibían de Europa sal, vino, aceite, armas, paños, telas y artículos suntuarios, además de esclavos.
El puerto de Veracruz fue su principal puerto en el océano Atlántico, y el de Acapulco el principal en el Pacífico. Ambos constituyeron elementos fundamentales para el comercio ultramarino, especialmente con Asia, como fue el caso del Galeón de Manila (también conocida como la Nao de China), que era un buque que hacía dos viajes al año entre Manila y Acapulco, cuyas mercancías eran después transportadas por tierra de Acapulco a Veracruz y posteriormente reembarcadas de Veracruz a España. Así pues, los buques que zarpaban de Veracruz iban generalmente cargados de mercancías de oriente procedentes de los centros comerciales de las Filipinas, más los metales preciosos y recursos naturales de México, Centroamérica y el Caribe.

#### Monopolio
A partir del descubrimiento de América la Corona española estableció el monopolio como sistema de comercio con las Indias. En la década de 1520, y debido al incremento de la piratería, se decidió organizar la flota de Indias, un sistema de convoyes para aumentar la seguridad del transporte. La idea era establecer dos flotas distintas, ambas compuestas por galeones con cañones y barcos mercantes para llevar la carga. Las dos flotas salían cada año de Sevilla, e iban una a Veracruz y la otra a Sudamérica. Tras completar la descarga de sus productos, las flotas se reunían en La Habana, en la isla de Cuba, para el viaje de vuelta.
Por ley, las colonias españolas sólo podían comerciar con un puerto en España (Sevilla tuvo el monopolio hasta 1717, cuando la Casa de la Contratación se traslada a la ciudad de Cádiz). El monopolio se mantuvo más de dos siglos aunque las naciones extranjeras como ingleses, holandeses y franceses trataron de romperlo constantemente. 
No existía relación comercial entre las distintas colonias, todo debía pasar por la metrópoli.
Las políticas económicas monopólicas provocaron tensiones entre los distintos actores económicos del Imperio Español. Un primer paso hacia la liberalización comercial fue el decreto de libre comercio de 1765 que autorizó el comercio interno entre 5 islas del Caribe: Cuba, Santo Domingo, Puerto Rico, Trinidad y Margarita, con nueve puertos de la metrópoli, pero los puertos mexicanos quedaron excluidos.
En 1768, las nuevas normas reservadas al Caribe se hicieron extensivas también a Luisiana y en 1770 a Yucatán y Campeche. A comienzos de 1778, se abrieron al comercio libre, Perú, Chile y el Río de la Plata; en España, Almería, Tortosa, Palma de Mallorca y Santa Cruz de Tenerife en Canarias lo que contribuyó a incrementar el comercio en gran medida.

### Formación de la gran propiedad
Los primeros repartos de la tierra fueron realizados por los conquistadores sin el permisos de los monarcas, pero más tarde fueron confirmados por estos. Además de las posesiones reconocidas por el rey y las tierras adquiridas por los españoles, existían las mercedes reales, tierras cedidas por el rey a cambio de un pago, podían ser concedidos mediante un título a un particular o a un pueblo en específico. El más extenso, famoso y conocido fue el Marquesado del Valle de Oaxaca, propiedad de Hernán Cortés y poblado por más de 23.000 indígenas, donde se asentó la base de la economía del sureste novohispano.
El Repartimiento fue la base de la administración pública durante esos años de consolidación del virreinato. Los conquistadores se apropiaban del oro, el quinto real iba a la corona, el diezmo a la iglesia. Los pueblos que eran los propietarios originarios de la tierra eran despojados de ella mediante las denominadas mercedes reales. Las encomiendas nacieron a principios del siglo XVII, era un sistema en que los indígenas estaban al completo servicio del conquistador, quien tenía la obligación de impartirles educación cristiana y defender su territorio de cualquier ataque. Otro elemento característico de este sistema fueron las haciendas, que surgieron al iniciar la decadencia del sistema de encomiendas. Se caracterizaron por el acaparamiento del territorio a su alrededor, lo que solía suceder en el norte y centro del país. La mitad de las propiedades de las tierras y del capital existente en México pertenecía a la Iglesia, dueña de numerosas hipotecas en otras tierras que no le pertenecían.

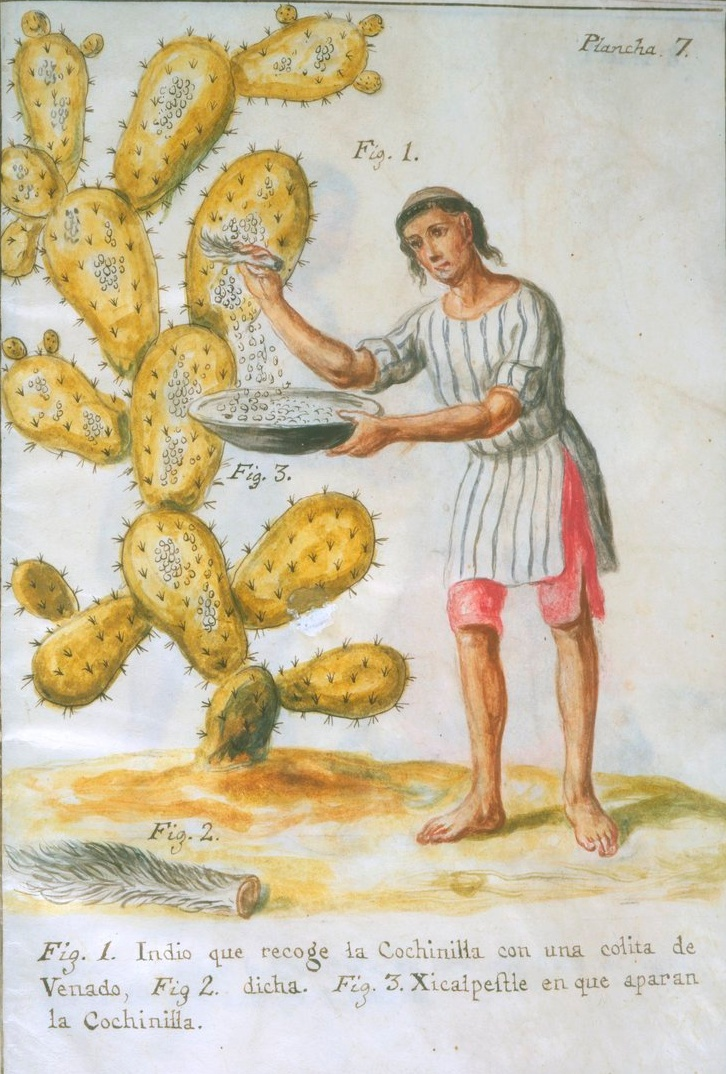
"Indio que recoge la Cochinilla con una colita de Venado", tomado de Memoria sobre la naturaleza, cultivo, y beneficio de la grana de José Antonio Alzate (1777). La cochinilla era el segundo producto más exportado después de la plata. Su producción estaba casi exclusivamente en manos de los indios.

### Agricultura
Hacia 1565 la corona estableció las reglas para el cultivo de plantas europeas en América. El trigo fue el principal cultivo de los españoles en el virreinato y tuvo su mayor auge en la zona de Atlixco, Puebla. Los indígenas tenían menor posibilidad de contraer contratos agrícolas, pero en sus tierras podían sembrar y cosechar maíz, frijol, cacao, maguey, agave y chile. La caña de azúcar fue el cultivo más protegido por la corona, y a diferencia de otros, su producción no estaba limitada a un grupo social y ello benefició a dueños de campo, cañeros, ingenieros (dueños de ingenios), azucareros, molineros y trapiches.
La vid y el olivo fueron dos de los productos agrícolas más desarrollados por los españoles peninsulares del virreinato, pero su comercio terminó en 1596 para proteger los intereses de la Corona. Fue entonces cuando comenzó el comercio del gusano de seda, con moreras plantadas en todo el país, pero especialmente en el Bajío. Sin embargo, los mercaderes solían enfrentar la competencia de los vendedores de las Filipinas, pues su seda oriental solía ser más apreciada que la producida en Nueva España. La agricultura del mundo indígena tenía como base el maíz, que fue añadido como principal alimento a la dieta diaria de los novohispanos, junto al frijol y al chile. El maguey era usado para la producción de pulque, papel y otros productos. Consistía en una planta de fibras secas a la que se le extraía la pulpa; de sus espinas se hacían agujas y clavos. El agave era producido en la región de Jalisco, donde fue explotado junto con el añil a partir de 1750, por industriales franceses como André de Saint-Julien. En el pueblo de Tequila se fabricó a base de agave la bebida homónima.

## La independencia
Los años de la guerra de independencia agravaron los problemas económicos que desde finales del siglo XVIII aquejaban a la nueva España. La guerra destruyó parte de la economía colonial. La minería y la ganadería se vieron bastante mermadas en su producción. Se produjo igualmente una fuerte fuga de capitales al exterior y se redujeron las exportaciones.
Los primeros gobiernos comenzaron a actuar en medio de una profunda crisis económica y financiera en la que las actividades productivas se habían desarticulado a causa de la guerra de independencia, las relaciones comerciales con Europa se encontraban entorpecidas, la carencia de instituciones apropiadas para el crecimiento económico lo dificultaba y los ingresos públicos eran insuficientes y los gastos crecientes.
Después de la independencia en solo 30 años, México entró en guerra contra Estados Unidos perdiendo así más de la mitad del territorio (Texas, Nuevo México y Alta California) lo que privó a México de grandes recursos naturales. Así en 1900, la producción minera de estos territorios era ya superior a la renta nacional de México.

## El porfiriato

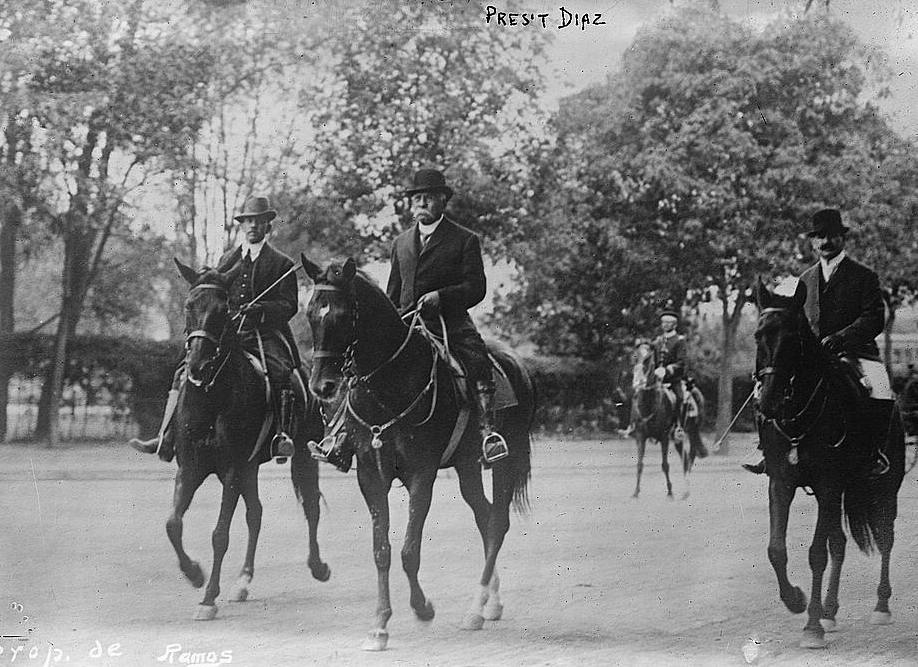
Imagen de Porfirio Díaz entre 1910 y 1915.

Durante la última parte del siglo XIX, después de unos primeros cincuenta años marcados por la guerra, invasiones extranjeras e inestabilidad política, coincidiendo con el gobierno del presidente Porfirio Díaz, se produjo un crecimiento económico sin precedentes, acompañado también de una elevación de la inversión extranjera y el desarrollo del sistema ferroviario y la explotación de los recursos naturales del país. El Producto interno bruto (PIB) per cápita a principios de la década de 1900 estaba a la par del de Argentina y Uruguay, casi tres veces más que el de Brasil y Venezuela, el PIB per cápita en México en comparación al estadounidense pasó del 27,6 en 1870 hasta el 34,1% en 1910. El crecimiento económico anual promedio entre 1876 y 1910 fue de 3,3 %. Sin embargo, el bienestar alcanzó a muy pocos y empobreció a la mayoría, con una distribución de la tierra en grandes latifundios. Esta desigualdad junto a la represión política y la repetida reelección de Díaz, constituyeron las bases de la Revolución mexicana (1910-1917) un conflicto armado que transformó radicalmente la estructura política, económica, social y cultural del país durante el siglo XX.
La Primera Guerra Mundial (1914-1919) no tuvo un efecto negativo sobre la economía de México, al ser uno de los países que no se encontraba dentro del escenario principal de la Guerra. Su comercio no se vio afectado, al contrario tuvo un incrementos en el nivel de exportaciones para cubrir la demanda de estos países lo que le permitía vender a precios altos alimentos y materias primas. Las importaciones tampoco fueron afectadas pero se realizaron en menor medida.

## Crisis de 1930 y Segunda Guerra Mundial
La crisis económica de 1929, tuvo un impacto similar en los 3 índices, muchos países dejaron de comprar los productos que México exportaba ya que se encontraban en la misma situación de crisis, las importaciones se redujeron al 83% debido a la situación económica que se estaba presentando en el país, pero como México era rural la producción interna de alimentos no alcanzaba a satisfacer las necesidades de la población. En cuanto a los ingresos aduaneros vemos una gran reducción en torno al 67% ya que las actividades tanto de importación como exportación se habían reducido en igual medida.
Durante la Segunda Guerra Mundial (1939-1945) se observa una disminución de las exportaciones de México, debidas por ejemplo al bloqueo económico que realizó en contra de Italia, suspendiendo las exportaciones de carbón, petróleo, hierro y otros productos, aunque exportaba en menor medida a otros países. Las importaciones como los ingresos aduaneros se incrementan debido a que en 1940 surge el periodo conocido como Milagro Mexicano que se caracteriza por la aplicación de una serie de reformas económicas y sociales por parte del Estado para desarrollar el mercado interno y la industria principalmente.
El debilitamiento del comercio internacional en la década de 1930, provocado por la extensión de la gran depresión, condujo a México a un cambio en el modelo de crecimiento económico seguido hasta entonces.

## Eldesarrollo estabilizador(1940-1980)
En la década de los cuarenta se instauró una política económica caracterizada por un mayor nacionalismo económico, que sin eliminar el principio de libre mercado y competencia, quería modernizar el país, con empresas nacionales en sectores estratégicos, protegidas del exterior con barreras arancelarias, en el que la inversión procedente del exterior no podía controlar las empresas mexicanas. Se distinguen tres etapas a partir de este periodo. En la primera, que comprende las décadas de 1940 y 1950, se constituyó una estructura en la que se sustentó el crecimiento industrial doméstico. La segunda etapa coincide con la década de 1960, en el que la industria registró un buen crecimiento económico, pero comenzaron a aparecer limitaciones al sistema. La tercera ocupa la década de 1970 en la que el agotamiento de estas políticas se hizo más evidente y el deterioro de las principales magnitudes económicas también.
El resultado fue un repunte del sector industrial, el estímulo a la inversión privada, la sustitución de las importaciones de bienes de consumo por la de materias primas y bienes de capital; en tanto que el sector exportador pasó a un segundo plano. La economía mexicana experimentó un largo proceso de industrialización basado en el modelo denominado de Industrialización por sustitución de importaciones (ISI) en el que destacó la amplia protección del Estado hacia la actividad industrial nacional. El avance principal del proceso fue la producción doméstica de bienes de consumo durables dirigida esencialmente al mercado interno. Los resultados de esta política económica fueron unos ritmos altos del crecimiento económico y una mejoría del bienestar social en el país.
Se llevaron a cabo algunos cambios importantes en la estructura económica que incluyeron la distribución gratuita de la tierra a campesinos, la nacionalización de las industrias petrolera y ferroviaria, la incorporación de los derechos sociales en la constitución, el nacimiento de los grandes sindicatos de obreros y la modernización de las infraestructuras. A la par de la decadencia del campesinado, hubo un auge de las profesiones requerían títulos de educación secundaria y superior. La demanda de cupos de enseñanza superior y secundaria se disparó. Con la expansión económica mundial, las familias más humildes pudieron, por primera vez, enviar a sus hijos a estudiar a tiempo completo. La clase obrera sufrió un cambio importante gracias al papel que comenzaron a desempeñar las mujeres. La proporción de mujeres en la población económicamente activa aumentó.

### Primera etapa (1940-1956)
El primer presidente de este período fue Manuel Ávila Camacho (1940-1946) en cuyo mandato se observa una notable estabilidad política y crecimiento económico con un aumento del PBI a un ritmo de 7.4 %. Fue sucedido por Miguel Alemán Valdés (1946-1952) quien modificó la constitución permitiendo propiedades agrícolas de mayor tamaño. Durante su gobierno el crecimiento promedio anual fue del 5.8%. Los gobiernos de Ávila Camacho y Alemán Valdés consolidaron el mercado interno y la inserción de México en la economía mundial a la vez que sostuvieron el crecimiento económico. La actividad industrial registra un vigoroso crecimiento, con un gran incremento de la producción de energía eléctrica y petróleo, así como la industria manufacturera y de construcción.
En 1952 asume el gobierno Adolfo Ruiz Cortines (1952-1958) en medio del desprestigio de su antecesor a causa de que los beneficios del crecimiento económico no habían llegado a las clases trabajadoras. También se debió enfrentar a una economía inmersa en la inflación. Además, al terminar la guerra de Corea en 1953, disminuyeron los precios internacionales de las materias primas, perjudicando a la producción agrícola de México. Después de una década de crecimiento continuo, la economía había llegado a una crisis. Por ello, Ruiz Cortines implementó una “Política Estabilizadora” que tenía el objetivo de detener el rápido incremento del costo de la vida y de evitar que la demanda interna continuara aminorándose, factores que afectaban el crecimiento industrial. En ese marco se implementó el Plan Agrícola de Emergencia con el objeto de: elevar la producción de maíz, el trigo y el frijol; impulsar los créditos de la banca privada hacia el sector rural y aplicar tecnologías modernas. El plan fue exitoso en aumentar la producción de alimentos básicos y reducir la inflación. El control de precios estuvo manejado durante su sexenio por la Dirección General de Precios, encargada de fijar los precios y de vigilar que los comerciantes los respetaran; y la Secretaría de Gobernación, que se dedicó a erradicar el acaparamiento y el monopolio. Esto permitió mejorar los salarios reales de los trabajadores.
Los empresarios privados se abstuvieron de invertir hasta que el gobierno de Ruiz Cortines modificara su política de austeridad presupuestal y decidiera impulsar la industria, lo cual tuvo que hacer a fines del año de 1953. Desde ese año, el gobierno intensificó el fomento a la producción agrícola. En la Semana Santa de 1954, el 17 de abril Ruiz Cortines devaluó el peso de $8.50 a $12.50 por dólar. Ruiz Cortines dio un gran impulso a la industria, tal y como había sucedido en administraciones anteriores. Se aplicaron medidas financieras que permitieron aumentar la disponibilidad de las instituciones de crédito de depósito y, como consecuencia, su capacidad de otorgar créditos.

### Segunda etapa (1956-1976)
En este período se produce un giro en la economía mexicana que se centra en el consumo interno y la industrialización por sustitución de importaciones. La economía mexicana estuvo basada en el dinamismo del sector industrial. 
En 1958 asume la presidencia Adolfo López Mateos. En 1960 se nacionaliza la industria eléctrica y se crea la Compañía de Luz y Fuerza. Así, la generación de electricidad, hasta entonces controlada por empresas extranjeras como The Mexican Light and Power Co., pasa a manos del gobierno. Además, se decreta el derecho del trabajador sobre una parte de las ganancias. También se establece que los trabajadores recibieran un aguinaldo a finales de cada año. Éste se recibiría con base en los días trabajados. Durante su sexenio la economía estuvo en auge gracias al secretario de hacienda Antonio Ortiz Mena (1958-1970). 
En 1964 comienzo el gobierno de Gustavo Díaz Ordaz, que se extendió hasta 1970. El PIB nacional se mantuvo en un crecimiento de entre el 6 y el 8%, y la inflación se sostuvo en niveles bajos en un 2.7%. Pese a dicho crecimiento económico, la desigualdad de ingreso entre las clases sociales del país y los entornos urbano y rural, así como los niveles de desempleo, no se contuvieron.

### Decadencia del modelo
En 1970, el PIB era seis veces superior al de 1940, mientras que la población sólo se duplicó en el mismo período. Las medidas tuvieron su revés en una elevación de los costes de producción, el establecimiento de empresas poco competitivas y la disminución de la inversión agrícola, lo que derivaría en una fuerte inflación y el aumento de la deuda externa a 30.000 millones de dólares, lo que llevó al término de la década de 1970, a un escenario de desequilibrios productivos, comerciales y financieros de difícil resolución.
Durante la década de 1970, la respuesta gubernamental a la desaceleración de la economía fue la expansión del gasto público que se tradujo en una elevación del déficit público y el deterioro de la balanza pagos por cuenta corriente. Estos déficits se financiaron mediante una elevación del endeudamiento exterior y las ventas de petróleo. Los gobiernos de Luis Echeverría y José López Portillo trataron de reavivar la economía a la vez que introducían el desarrollo social en sus políticas incrementando el gasto público. Con el descubrimiento de nuevos yacimientos petroleros, en un momento en que los precios del petróleo se encontraban en máximos históricos y las tasas de interés en mínimos, el gobierno concertó préstamos en los mercados internacionales para invertir en la compañía estatal petrolera, que parecía asegurar ingresos a largo plazo que financiarían el bienestar social en un plan que se nombró plan de desarrollo compartido.
Luis Echeverría Álvarez fue el presidente de México en el período 1970-1976. Para contrarrestar los efectos de la crisis internacional provocada por la escasez de petróleo, aumentó de forma considerable el gasto público, emitiendo papel moneda y contrayendo deuda. La inflación, que había sido baja durante el gobierno de Díaz Ordaz, aumentaría hasta un promedio del 15% anual. Durante su mandato se dio la primera crisis económica desde el inicio del "Milagro Mexicano". Además, se lanzó a la compra de empresas al borde de la quiebra para sostener los empleos, pero a costa de ineficiencias y corrupción. Durante su gobierno se abandonó el tipo de cambio fijo que existía desde 1954, de $ 12.50 ($0.0125 moneda actual) por dólar, al final de su sexenio llegó a los $ 25.50 ($0.0255 moneda actual)  por dólar. La deuda externa aumentó de los manejables 6,000 millones de dólares que había heredado Díaz Ordaz a más de 20,000 millones.
Echeverría fue sucedido por José López Portillo (1976-1982). En materia económica su administración tomó una gran cantidad de deuda pública. El estado aumentó su participación en la economía, adquiriendo participaciones en más de medio millar de empresas y los excedentes del petróleo se redujeron a cero.  En 1981 el panorama económico internacional había cambiado drásticamente al desplomarse el precio del petróleo y elevarse los tipos de interés en Estados Unidos y Europa. En 1982, el presidente López Portillo, antes de terminar su administración suspendió los pagos de la deuda externa, devaluó el peso mexicano y nacionalizó el sistema bancario junto con otras industrias afectadas por la crisis. Aunque el modelo ISI había producido el crecimiento industrial en décadas anteriores, había sobreprotegido al sector, haciéndolo poco competitivo, poco rentable y poco productivo.

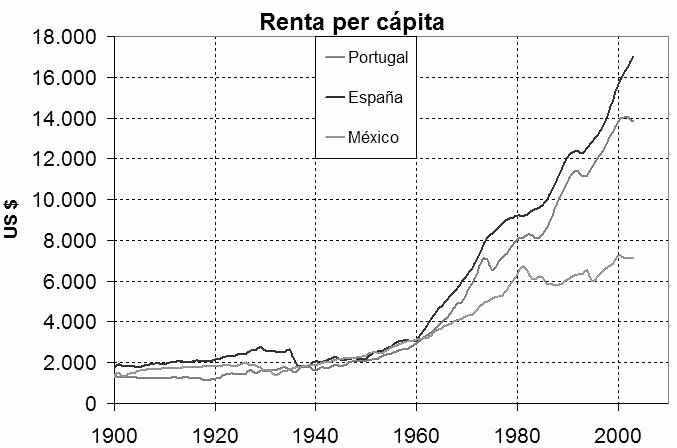
Comparación del PIB per cápita nominal de España, Portugal y México, durante el siglo XX, según World Population, GDP and Per Capita GDP, 1-2003 AD.

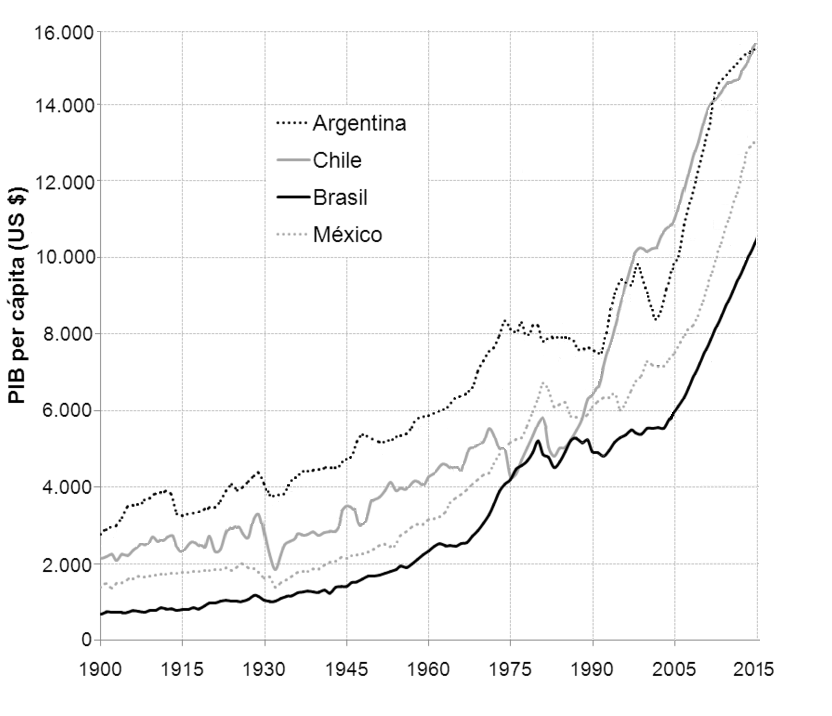
Comparación del PIB per cápita nominal de Argentina, Brasil, Chile y México, en el último siglo, según World Population, GDP and Per Capita GDP, 1-2010 AD.

#### La crisis de la deuda
El 12 de agosto de 1982 México declaró a los organismos financieros internacionales que no podía hacer frente a los vencimientos de la deuda externa pendiente. Las reservas de divisas estaban casi agotadas y la deuda ascendía a más de 80.000 millones de dólares, provocando una crisis que se extendió por todo Latinoamérica. Como consecuencia de la crisis, entre 1982 y 1990, se produjo una fuga masiva de capitales, un uso exclusivo de fuentes oficiales de financiación internacional y un acceso nulo a acreedores privados. Se produjo una recesión severa con una recuperación lenta, que se pone de manifiesto en la disminución anual del PIB, en el lapso 1981-1988, del 0,16% y el ingreso per cápita, en 1986, era aun un 10% más bajo que el de 1981.

## Período neoliberal
A partir de 1986, se puso en práctica un programa liberalizador de la economía, con el apoyo del Banco Mundial y, en menor grado, del Fondo Monetario Internacional. Se eliminaron muchas restricciones al comercio, los aranceles, se instauró un programa de desregulación industrial y agilización administrativa y se llevó a cabo una extensa reforma del sector financiero.
Uno de los primeros pasos hacia la liberalización del comercio fue la admisión de México al GATT en 1986. Durante la administración del presidente Salinas, se privatizaron la mayoría de las empresas nacionalizadas con la excepción de la industria petrolera y energética (protegidas constitucionalmente). En 1989, la aprobación del Plan Brady supuso una reestructuración de la deuda externa y los inversores extranjeros comenzaron a acudir de nuevo al país, transformándose la situación económica.
En 1992 se firmó el Tratado de Libre Comercio de América del Norte entre los Estados Unidos, Canadá y México, que entró en vigor el 1 de enero de 1994. Salinas también introdujo controles de incrementos de precio estrictos y negoció aumentos salariales muy pequeños, con el fin de reducir la inflación. Aunque la estrategia sí redujo la inflación a un solo dígito, el crecimiento económico anual tan sólo promedió 2,8 % y la desigualdad del ingreso se incrementó.

### Presidencia de Miguel de la Madrid (1982-1988)
Cuando Miguel de la Madrid Hurtado llegó al poder, la banca había sido nacionalizada tres meses antes por su antecesor José López Portillo. Como resultado, la inflación subió a un promedio de casi 100% cada año, el desempleo creció a 15% entre 1983 y 1985[cita requerida] y hubo caídas drásticas en la producción, principalmente en industrias dependientes del gobierno. Para resolver tales problemas, emprendió la Renovación Moral de la sociedad, elaboró un Plan Global de Desarrollo, estableció a nivel constitucional un sistema de planificación democrática e inició con la apertura económica, la desregulación, la descentralización y la privatización de empresas estatales, actividades que retomaría su sucesor.  El número de paraestatales bajó de 1155 en 1982 a 412 en 1988[cita requerida] como resultado de estas acciones.
Ante la severa crisis económica (donde se alcanzó el 3,100 por ciento de devaluación del peso), se establecieron con diversos sectores sociales los llamados "Pactos de Crecimiento Económico" mediante los cuales el gobierno acordaba subsidiar parte de los precios de los productos básicos y los productores-distribuidores acordaban a cambio no subir el precio de dichos bienes.

### Presidencia de Carlos Salinas (1988-1994)
El sexenio de Carlos Salinas de Gortari se caracterizó por un fuerte crecimiento económico y la función de privatizar más del 90% de las empresas paraestatales, cuya desincorporación se realizó en condiciones de poca transparencia.
Destaca entre estos eventos la privatización bancaria, que al llevarse a cabo sin contar con un marco regulatorio adecuado y dada la poca experiencia bancaria de sus beneficiarios, desembocó en la crisis bancaria de 1995, cuya consecuencia fue la ruptura de varios bancos y su posterior rescate bajo el polémico esquema del Fobaproa. De igual modo, la privatización de Telmex se llevó a cabo sin prever la entrada de otros actores al mercado, de modo que México acabó teniendo un monopolio privado que proporciona uno de los servicios en telecomunicaciones más onerosos del mundo, junto con uno de los hombres más ricos del orbe: Carlos Slim Helú.
Su principal acto en materia comercial fue la firma del Tratado de Libre Comercio de América del Norte con los Estados Unidos Americanos y Canadá.
La columna vertebral de la política social de Salinas fue el llamado Programa Nacional de Solidaridad, un esquema de financiación de obras públicas en zonas marginadas que buscaba la participación comunitaria como eje. Con algunas importantes modificaciones y con el nombre de Progresa durante el sexenio de Zedillo y Oportunidades, durante el sexenio de Fox, estos programas han seguido constituyendo el tronco principal de la política social del gobierno federal en México.
Gran parte de la estrategia financiera de Salinas se apuntalaba en deuda de corto plazo.

### Presidencia de Ernesto Zedillo (1994-2000)
Ernesto Zedillo Ponce de León, quien fue secretario de Programación y Presupuesto del presidente Carlos Salinas de Gortari, gana las elecciones de 1994 y asume como presidente de la nación. El gobierno de Zedillo abandona la bandera y los ideales de la revolución mexicana en sus discursos, que son reemplazados por los términos: globalización, comercio internacional e integración de mercados. La clase política mexicana que impulsó este cambio era una clase de políticos jóvenes, la mayoría economistas educados en Estados Unidos o Europa.
La presidencia de Ernesto Zedillo estuvo marcada por la crisis financiera más severa del siglo con repercusiones internacionales, que recibió el nombre de "error de diciembre" en México y de "efecto tequila" en el exterior. 

#### Crisis económica de México de 1994
La crisis económica de diciembre de 1994 fue una crisis cambiaria provocada por la súbita devaluación del peso frente al dólar estadounidense, que se convirtió en una de las primeras crisis financiera de la economía globalizada. 
Con una política de tasa de cambio fija, el peso se sobrevaloró a la vez que el consumo aumentó rápidamente, provocando un déficit en la cuenta corriente del 7 %  del PIB en 1994. La deuda pública incluyó un nuevo mecanismo denominado tesobonos, que aseguraba el pago en dólares. El levantamiento armado en Chiapas, el asesinato del candidato presidencial del partido oficialista, así como del procurador de justicia encargado del caso, mandaron señales negativas a los inversores, los cuales vendieron rápidamente los tesobonos vaciando las reservas del Banco Central, y la inversión en cartera, que representaba el 90 %  de los flujos totales de inversión, salió del país tan rápido como había entrado. Esta situación insostenible forzó al presidente entrante a abandonar la tasa de cambio fija, en aquello que su predecesor llamó el "error de diciembre". El peso se devaluó rápidamente, y el país entró en recesión en 1995. 
Zedillo y Salinas se culparon mutuamente de la crisis. Carlos Salinas, responsabilizó al llamado error de diciembre que fue la táctica de libre flotación de la paridad peso-dólar (la cual había estado controlada en el sexenio de Salinas) en diciembre de 1994, la cual causó una fuga masiva de divisas ante la situación política del país (levantamiento del Ejército Zapatista de Liberación Nacional, asesinato de Colosio y otros políticos, etc.).

#### Luego de la crisis
El crecimiento acelerado de las exportaciones aunado al paquete de emergencia aprobado por el presidente estadounidense Bill Clinton, amortiguaron la crisis. En menos de 18 meses la economía estaba creciendo nuevamente, y el crecimiento promedio anual del PIB fue de 5,1 %  entre 1995 y el 2000. No obstante, los drásticos efectos de la crisis, en el poder adquisitivo, y en el sistema bancario, durarían por muchos años más, ya que las tasas de interés superaron el 100 %  durante los primeros seis meses de la crisis.
El precio del dólar pasó de 3.20 pesos al inicio de 1994 a 9.70 pesos a mediados de 1998, incrementando cerca del 300% en 4 años, causando quiebra de miles de compañías, desempleo y que muchos deudores se vieran impedidos de pagar sus deudas. El gobierno de Zedillo ideó el Fondo Bancario de Protección al Ahorro, FOBAPROA, que sirvió para convertir en deuda pública la deuda de bancos privados y grandes empresas, comprando con dinero del estado créditos chatarra que no podrían ser recuperados. Todo lo anterior se llevó a cabo sin las auditorías correspondientes (dejando en claro el tráfico de influencias y el grado de corrupción existente en las cúpulas del poder político y económico del país), posibilitando uno de los peores fraudes económicos contra el pueblo de México desde la época de la colonia, sin embargo, el 12 de diciembre de 1998, fue aprobado por 326 votos a favor (226 del PRI, 99 del PAN y 1 independiente), 158 en contra (124 del PRD, 11 del PAN, 7 del PRI, 6 del PT, 5 del PVEM y 5 independientes) [cita requerida] el fondo que significó entre deuda e intereses, un costo para el estado mexicano superior a los 900 mil millones de pesos, deuda que tendremos que pagar con nuestros impuestos los contribuyentes mexicanos durante un cuarto de siglo. [cita requerida]
Los presidentes Zedillo y Vicente Fox Quesada continuaron con la liberalización comercial y durante sus administraciones se firmaron diversos TLCs con países latinoamericanos y europeos, con Japón e Israel, y mantuvieron la estabilidad macroeconómica, aunque poco redujeron la desigualdad del ingreso y la brecha entre los estados ricos del norte y el sur, la clase urbana y la rural. México se ha vuelto uno de los países más abiertos al libre comercio y la base económica se ha reconfigurado en consecuencia. El comercio con los Estados Unidos se triplicó desde la firma del TLC. La inversión extranjera ahora es en su mayoría inversión extranjera directa.

### Presidencia de Vicente Fox (2000-2006)
Vicente Fox Quesada fue elegido presidente en el año 2000 por la Alianza por el Cambio (PAN y PVEM). Como presidente de la República, Fox mantuvo la política económica neoliberal establecida desde los últimos años del gobierno de Miguel de la Madrid y profundizada por Carlos Salinas de Gortari y Ernesto Zedillo. Dichas políticas económicas, impulsaron la desregulación y el impulso de la economía de libre mercado, la privatización de empresas del estado, la apertura a la importación de bienes y servicios. Esto produjo un reto a la industria nacional y a los campesinos mexicanos que debieron batallar para poder competir con los productos importados de Estados Unidos que reciben subsidios y tienen maquinaria agrícola de punta. Los resultados de dichas políticas económicas, según reportan estadísticas oficiales, en el sexenio foxista ante la falta de posibilidades laborales en las ciudades y el campo nacionales, se dio un éxodo promedio anual de 600 mil mexicanos emigrando en busca de un empleo y la posibilidad de ayudar a sus familias. Dichas estadísticas, muestran los efectos en la economía nacional de la crisis y recesión de la economía norteamericana tras los atentados del 11 de septiembre.
Durante su gobierno se mantuvo el crecimiento económico y pobreza se redujo del 43.7% en 2000 al 35.6% en 2006.
En el plano internacional apoyó, sin éxito, la creación del Área de Libre Comercio de las Américas (ALCA).

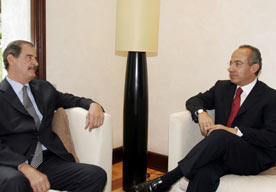
Con el presidente Felipe Calderón.

El 1 de diciembre de 2006, Vicente Fox le entregó la presidencia de la república al Lic. Felipe Calderón Hinojosa en medio de una crisis política. La toma de posesión como presidente de Calderón, se llevó a cabo en medio de un escándalo, tuvo que ingresar al recinto legislativo por una puerta trasera.

### Presidencia de Felipe Calderón (2006-2012)
Al comienzo del sexenio, Felipe Calderón Hinojosa aplicó un decreto de austeridad en el cual se reducía el sueldo y el de sus secretarios de Estado en un 10 por ciento, lo cual, en términos reales, equivale a $4 mil 799 menos que Vicente Fox a la quincena.
En materia laboral, se reformó la Ley del ISSSTE, individualizando las cuentas de los trabajadores del Estado. Además, se lanzó el programa Primer Empleo que elimina las cuotas de los empresarios al IMSS durante un año cuando estos contraten nuevo personal que no tiene experiencia laboral previa y por lo tanto, tampoco registro en el IMSS.
Debido a una crisis alimentaria mundial (2007-2008) se incrementaron los precios de la canasta básica de alimentos. En diciembre de 2008 el gobierno reconoció que la economía de este país había sido afectada por los efectos de la crisis internacional. Un mes antes se reportó la pérdida de 51.262 empleos formales, que llegarían a ser de 5,17% de la población económicamente activa (PEA) en junio de 2009. En el marco de esta crisis generalizada de la economía mexicana, hasta el 1 de agosto de 2009 se habían perdido 596.200 plazas laborales desde junio de 2008, mientras que el producto interno bruto (PIB) nacional registró una contracción de 10,4% en el mismo período.
Según un informe del Coneval durante su mandato se incrementó la pobreza desde el 44.5% en 2008 al 46.2 % en 2010.

Trayectoria de la economía Mexicana según el FMI (1980-2011)

### Presidencia de Enrique Peña Nieto (2012-2018)
En las elecciones federales de 2012 resultó elegido el candidato Enrique Peña Nieto de Compromiso por México con el 38.15% de los votos.
En diciembre de 2013 es aprobada la reforma fiscal que aumentó el universo de productos que pagan impuesto al valor agregado, eliminó el Impuesto Empresarial a Tasa Única (IETU) y el Impuesto a los Depósitos en Efectivo (IDE). Se crearon el Impuesto Especial sobre Producción y Servicios (IEPS) que grava el consumo de bebidas azucaradas y alimentos con alto contenido calórico y un impuesto del 10% sobre utilidades obtenidas por especulación en la Bolsa de Valores.
En enero de 2014 promulgó la reforma financiera con el objeto de impulsar al sector bancario en México. La reforma busca fomentar el crédito a través de la Banca de Desarrollo; incrementar la competencia en el sector financiero; ampliar el crédito de las instituciones financieras privadas; y asegurar la solidez y prudencia del sector financiero en su conjunto.
En materia de hidrocarburos, se propuso una reforma que abre la posibilidad de la inversión extranjera en una industria dominada actualmente por la estatal PEMEX.

## Regreso del Estado benefactor
Con la llegada de Andrés Manuel López Obrador en 2018 se terminó el período neoliberal con sus planes de volver a instaurar la intervención del Estado en la economía nacional con la creación de nuevas empresas estatales  y programas sociales y el fortalecimiento de las empresas estatales existentes como lo son PEMEX y CFE.

### Presidencia de Andrés Manuel López Obrador (2018-)
El 1 de diciembre de 2018 asume como presidente Andrés Manuel López Obrador.
El primer año de su gobierno quedó marcado por un crecimiento económico nulo, si bien se mantuvieron estables el resto de los principales indicadores macroeconómicos como la tasa de desempleo, los superávits en el gasto público y la balanza comercial, el consumo, la inflación y el tipo de cambio. Durante su primer año sostuvo la disciplina fiscal y profundizó la política de austeridad.
La política de comercio exterior de su gobierno se vio afectada por la situación internacional que incluye la Guerra comercial entre China y Estados Unidos, las políticas arancelarias de Donald Trump, la debilidad económica internacional que tenía en riesgo de recesión a varias economías del mundo, y la crisis socioeconómica mundial derivada de la pandemia de COVID-19. Durante su primer año se realizó la firma definitiva del tratado comercial con Estados Unidos y Canadá.